# Fan you shi’er he shuo
Das Fan you shi’er he shuo (chinesisch 飯有十二合説 / 饭有十二合说, Pinyin Fàn yǒu shí'èr hé shuō – „Was man beim Essen beachten soll: 12 Regeln“), eine wichtige Quelle zur Geschichte der chinesischen Ess- und Trinkkultur, wurde von dem Beamten und Schriftsteller Zhang Ying (1637–1708) aus der Zeit der Qing-Dynastie verfasst. Es wurde von Wang Shizheng korrigiert. Es besteht aus insgesamt ca. 1500 Schriftzeichen und ist in zwölf Abschnitte gegliedert.

## Verfasser
Der Verfasser stammt aus Tongcheng in der Provinz Anhui. Sein Großjährigkeitsname lautet Dunfu, sein Hào-Name Lepu. In der Kangxi-Ära der Qing-Dynastie legte er das Jinshi-Beamtenexamen ab, 1667 trat er in das Nanfangshu ein. Als Beamter stieg er bis zum Vorsteher des Ritenministeriums auf. Er war Mitglied der Hanlin-Akademie. Seine gesammelten Werke sind unter dem Titel Zhang Wenduan gongji in der Sammlung Siku quanshu enthalten.

## Fan you shi’er he shuo
Das Buch ist untergliedert in zwölf Teile. Ein jeder Teil besteht aus einem Haupttext und einem Lobgedicht. Im Haupttext ist meist davon die Rede, worauf man beim Trinken und Essen achten soll und was man dabei befolgen soll. Die Sätze der „Lobgedichte“ sind kurz und prägnant, darin werden seine Vorschläge für zu befolgende Regeln noch einmal vertreten. Sie bestehen aus jeweils 24 Schriftzeichen zu 6 Zeilen à 4 Zeichen.

## Übersicht
1. Reis
2. Essen zubereiten
3. Fisch und Fleisch
4. Gemüse
5. Dörrfleisch
6. Eingelegtes Gemüse
7. Suppe/Brühe
8. Tee
9. Die rechte Zeit
10. Geschirr
11. Der rechte Ort
12. Die rechte Gesellschaft[1]

## Beispiel: § 4 Gemüse (Haupttext)
„Die Menschen der alten Zeit sagten: In der Frühe Lauch und am Abend Chinakohl sind ganz besondere Delikatessen aus den Bergen. Wenn die Gemüseverkäufer aus der Stadt ihr Gemüse pflücken, ist es nicht mehr die richtige Zeit, es ist schon von Wind und Sonne beschädigt, dann ist der originale Geschmack schon verloren. Wenn man selber ein Mu (1/15 Hektar) Gemüse anpflanzt und ab und zu die älteren Blätter abpflückt, dann ist noch Tau und Reif darauf, es schmeckt dann sehr süß und knackig. Das ist das, was die Dichter mit den Worten „Das Dao steckt in den Gemüseblättern“ (konkret: Quirl-Malve und Pflanzenblätter der Bohnenkulturen) bezeichnen.“

## Beispiel: § 4 Gemüse (Lobgedicht)
- Wasserrübe und Garten-Rettich
- sind süß wie Zucker.
- Sie schmecken besser als Hirse und Fleisch,
- als Abendessen sind sie auch etwas besonderes.
- Die Gemüsewurzeln sind nicht schlecht,
- Man kann hundert Sachen damit machen.

## Alte Drucke
Das Werk ist in den alten Büchersammlungen Zhaodai congshu und Zhigutang congshu enthalten.